# Loma Mar
Loma Mar est une census-designated place du comté de San Mateo, dans l'État de Californie, aux États-Unis,. En 2020, elle compte une population de 134 habitants.